# La Victoire du peuple chinois
Pour plus de détails, voir Fiche technique et Distribution.
La Victoire du peuple chinois (russe : Победа китайского народа ; Pobeda kitaïskogo naroda) est un long métrage documentaire de propagande soviéto-chinois sur la « guerre de libération du peuple chinois » qui mène à la révolution communiste de 1949. Le film est produit par le Studio central russe du cinéma documentaire et le studio de Pékin en 1950.

## Synopsis
Le film raconte la victoire du peuple chinois sous la direction de Mao Tsé-toung dans la guerre contre le « régime fantoche » de Tchang Kaï-chek et la création de la République populaire de Chine en 1949.
Le commandement et le personnel politique de quatre armées de campagne et districts militaires de la République populaire de Chine ont participé à la réalisation du film. Au cours du tournage, la bataille contre les troupes de Tchang Kaï-chek est reconstituée.
Le texte est lu par Leonid Khmara (ru).

## Fiche technique
- Titre français : La Victoire du peuple chinois[1]
- Titre original russe : Победа китайского народа ; Pobeda kitaïskogo naroda
- Titre chinois : Zhong Guo ren min de sheng li
- Réalisation : Ivan Loukinski (ru), Leonid Varlamov
- Photographie : Vladislav Mikocha
- Sociétés de production : Studio central russe des films documentaires, studio de Pékin
- Pays de production :  Union soviétique -  Chine
- Langue originale : russe, cantonais
- Format : couleurs par Magnacolor / Noir et blanc - 1,37:1 - Son mono - 16 mm
- Genre : film documentaire
- Durée : 93 minutes
- Dates de sortie : 
  - Union soviétique : 1950

## Production
Immédiatement après la création de la RPC, le département cinématographique chinois a demandé l'aide de Staline pour réaliser des films sur la Chine nouvelle.
En 1949, le Politburo du Comité central du Parti communiste bolchevique de toute l'Union décide de « satisfaire la demande du Comité central du Parti communiste chinois de tourner un film documentaire consacré à la lutte de l'Armée populaire de libération et à la nouvelle vie dans les régions libérées de la Chine démocratique » et charge le Goskino (présidé par Ivan Bolchakov) de commencer en 1949 la production d'un film en couleur sur la Chine. En coordination avec le Comité central du Parti communiste chinois, il envoie un groupe de tournage chapeauté du réalisateur Leonid Varlamov et adresse un télégramme à Mao Tsé-toung à ce sujet.
Staline envoie également une lettre à Kovalev pour Mao Tsé-toung l'informant que deux groupes seront envoyés en Chine : l'un dirigé par Sergueï Guerassimov pour travailler sur un documentaire en couleur sur la vie de la nouvelle Chine démocratique, l'autre sous la direction de L. Varlamov.